# Robin M. Hochstrasser
Robin M. Hochstrasser (4 janvier 1931 - 27 février 2013) est un chimiste américain d'origine écossaise.

## Biographie
Hochstrasser est né à Édimbourg, en Écosse. En 1952, il obtient son BS de l'Université Heriot-Watt et 3 ans plus tard, il obtient son doctorat de l'Université d'Édimbourg. En 1957, il rejoint la faculté de l'Université de la Colombie-Britannique. De 1962 à 1967, il est boursier de la Fondation Alfred P. Sloan et en 1963, il enseigne la chimie à l'Université de Pennsylvanie. Au cours de ses 50 années d'enseignement, il forme 75 doctorants et plus de 90 stagiaires postdoctoraux. Entre 1955 et 1957, il sert dans la Royal Air Force. Il publie également de nombreux articles scientifiques et deux livres; Behaviour of Electrons in Atoms et Molecular Aspects of Symmetry.
De 1975 à 2012, il est rédacteur en chef de la revue scientifique Chemical physics. En 1972, il est professeur invité et chercheur au Clare College de l'Université de Cambridge, en Angleterre, et l'année suivante, il est professeur invité à l'Université nationale australienne de Canberra. En 1978, il est chercheur principal à l'Institut de recherche sur les ressources biologiques Alexander von Humboldt et, la même année, il devient membre de la Société américaine de physique. L'année suivante, il est directeur des laboratoires régionaux de laser et de biotechnologie de l'université et, en 1980, il est professeur invité à l'université de Munich.
En 1981, il reçoit la médaille Bourke de la Faraday Society et un an plus tard, il devient Christianson Fellow au St. Catherine's College, de l'Université d'Oxford. La même année, il devient membre de l'Académie américaine des arts et des sciences. En 1984, il reçoit un diplôme honorifique de l'Université écossaise Heriot-Watt. De 1985 à sa mort, il est président du comité consultatif John Scott pour la ville de Philadelphie. En 1986, il reçoit le prix spécial du président de SPIE. L'année suivante, il devient maître de conférences à l'Université de Paris et deux ans plus tard professeur à l'Université de Grenoble. La même année, il devient membre de l'Optical Society of America.
En 1990, il reçoit le Philadelphia Section Award et la même année, le National Institutes of Health Merit Award. En 1996, il reçoit le prix LICOR de l'Université du Nebraska. L'année suivante, il reçoit le prix Ellis Lippincott de l'Optical Society of America. En 1998, il devient président de la division Chemical Physics de l'American Physical Society, et de la division Biophysical Chemistry de l'American Chemical Society. Il reçoit également le prix E. Bright Wilson en spectroscopie. De 2000 jusqu'à sa mort, il est professeur honoraire de physique à l'Université de Strathclyde.
En 2000, il obtient la médaille d'argent du centenaire de la Royal Society of Chemistry et trois ans plus tard, il reçoit la médaille Franklin. En 2005, il reçoit la médaille F. Albert Cotton de l'Université A&M du Texas et en 2007, le prix AH Zewail pour la science et la technologie ultrarapides. L'année suivante, il est fait membre honoraire de la Royal Society of Edinburgh et deux ans plus tard, il reçoit le Pittsburgh Spectroscopy Award. En 2012, il obtient le Linus Pauling Award. Il est décédé le 27 février 2013 à l'âge de 82 ans. Après sa mort, en juin 2013, il reçoit à titre posthume un doctorat en sciences de l'Université d'Édimbourg.